# Jacques Taupiac
Pour les articles homonymes, voir Taupiac.
Jacques Taupiac (en occitan Jacme Taupiac, né à Gimat le 12 février 1939) est un linguiste occitan contemporain. Il est membre du Grop de Lingüistica Occitana, du conseil linguistique du Congrès permanent de la lenga occitana et de l'Institut d'Estudis Araneses-Acadèmia Aranesa de la Lenga Occitana. 
Pour l'ensemble de ses œuvres et pour son militantisme occitaniste, il a reçu le prix Robert-Lafont en 2014.

## Biographie
Jacme Taupiac est né à Gimat, à la "Maison d'en long", à côté de Beaumont-de-Lomagne dans un milieu social où presque tous parlaient l'occitan de Gascogne. À Toulouse, il a suivi les cours du grand dialectologue Joan Seguin. Il a passé ensuite une licence d'espagnol.
Il était responsable du secteur de linguistique de l'Institut d'études occitanes, chargé de cours de langue et culture occitanes à la Faculté de lettres de l'Institut catholique de Toulouse et professeur d'occitan à l'Institut familial de Montauban. 
Il travaille essentiellement sur le développement des formes de l'occitan standard. Ses publications ont permis de clarifier des problèmes techniques, en particulier l'ouverture du e/è et du o/ò dans les mots de formation savante et dans les emprunts, et beaucoup d'essais pour la constitution du lexique fondamental.
Il a proposé et mis en circulation un grand nombre de réformes ponctuelles dans la norme classique, qui n'ont pas toutes reçu une approbation officielle ni de l'IEO ni du Conselh de la Lenga Occitana, et cela a entraîné des critiques de certains linguistes. 
En 2001, il a été temporairement vice-président du Conselh de la Lenga Occitana, puis il a été mené à abandonner ses responsabilités dans cet organisme (mais tout en restant membre), parce qu'il préconisait publiquement des formes en contradiction avec les préconisations officielles du Conseil, en particulier sur l'"-e" final de soutien et sur le trait d'union.
De 1985 à 1996, il a été membre du jury occitan du Prèmis Rei en Pere. 
À côté de ses œuvres linguistiques habituelles, il a collaboré au Missel occitan (1979) avec une traduction approuvée par l'Église catholique.
Il est membre de l'Association internationale d'études occitanes.

## Œuvres
- La Prononciation normalisée du gascon, 1963
- L'occitan blos, 1964
- Bibliografia occitana, 1967
- Lo "-e" de sostenament en occitan normalizat, 1968
- Los tres cents mots occitans que cal saber per començar a legir, escriure e parlar, 1974
- Lo vocabulari occitan de las arts, 1977
- Pichon diccionari francés-occitan, 1977
- 350 mots occitans (occitan referencial) que cal saber per començar a legir, escriure e parlar, 1979
- Propositions pour un dictionnaire général de la langue occitane, 1982
- Escapolon del Diccionari general de la lenga occitana, 1982
- Normalisacion grafica e normalisacion lingüistica, 1984
- Sintèsi de las responsas al "Memòri sus las innovacions graficas, 1985
- L'istòria dins País Gascons, revista de Per Noste. Metodologia de l'istòria d'Occitània a partir dels estudis d'istòria publicats dins la revista bearnesa, 1985
- Quatre cents mots que cal saber per començar a legir, escriure e parlar, 1987 (62 pages)
- Fonetica e fonologia de l'occitan parlat en Bèumont de Lomanha, 1987
- Desconflar la bofiga (1988)
- La grafia de l'Occitan: Cambiar o cambiar pas?
- Mapas lingüisticas occitanas (1989)
- Diccionari de mila mots Los mila mots occitans mai importants ambe la traduccion en catalan e esperanto (1992), 495 pages.
- Gramatica occitana : gramatica elementària de l'occitan estandard (2000)  (ISBN 9782859105617)
- L'occitan modèrne (2001)  (ISBN 9782859102982)
- L'occitan escrich, analisi del |principi fonolo|gic e examèn de sas restriccions oportunas e inoportunas dins una escriptura alfabetica coma la de l'occitan (2004)  (ISBN 9782859103774)
- Gramatica occitana : segonda edicion (2021)  (ISBN 9782954891248)
- Diccionari de l'occitan parlat en Lomanha (inédit)
- Diccionari de l'occitan parlat dins le Saués (inédit)